# Saint-Jean-de-la-Neuville
Saint-Jean-de-la-Neuville – miejscowość i gmina we Francji, w regionie Normandia, w departamencie Sekwana Nadmorska.
Według danych na rok 1990 gminę zamieszkiwało 477 osób, a gęstość zaludnienia wynosiła 60 osób/km² (wśród 1421 gmin Górnej Normandii Saint-Jean-de-la-Neuville plasuje się na 467. miejscu pod względem liczby ludności, natomiast pod względem powierzchni na miejscu 471.).